# Alain David
Alain David (ur. 26 stycznia 1932 w Luksemburgu, zm. 24 lipca 2022 w Paryżu) – francuski lekkoatleta, sprinter.
Wystąpił w sztafecie 4 × 100 metrów na mistrzostwach Europy w 1954 w Bernie, ale sztafeta francuska odpadła w eliminacjach.
Zdobył srebrny medal w biegu na 100 metrów na igrzyskach śródziemnomorskich w 1955 w Barcelonie. Na igrzyskach olimpijskich w 1956 w Melbourne odpadł w eliminacjach biegu na 100 metrów i półfinale sztafety 4 × 100 metrów.
Zwyciężył w sztafecie 4 × 100 metrów (w składzie: Bernard Cahen, David, Paul Genevay i Ali Brakchi) oraz zdobył brązowy medal w biegu na 100 metrów na igrzyskach śródziemnomorskich w 1959 w Bejrucie.
Był mistrzem Francji w biegu na 100 metrów w latach 1953 i 1955–1957.
6 sierpnia 1955 w Colombes wyrównał rekord Francji w biegu na 100 metrów czasem 10,5 s. Był to również najlepszy wynik w jego karierze. Dwukrotnie poprawiał rekord swego kraju w sztafecie 4 × 100 metrów do czasu 40,3 s, uzyskanego 26 września 1959 w Colombes.